# Tau Aurigae
Tau Aurigae (τ Aurigae, förkortat Tau Aur, τ  Aur) som är stjärnans Bayerbeteckning, är en ensam stjärna belägen i den mellersta delen av stjärnbilden Kusken. Den har en skenbar magnitud på 4,51 och är synlig för blotta ögat där ljusföroreningar ej förekommer. Baserat på parallaxmätning inom Hipparcosuppdraget på ca 15,8 mas, beräknas den befinna sig på ett avstånd på ca 207 ljusår (ca 63 parsek) från solen.

## Egenskaper
Tau Aurigae är en gul till vit jättestjärna av spektralklass G8 III. Den har en radie som är ca 11 gånger större än solens och utsänder från dess fotosfär ca 63 gånger mera energi än solen vid en effektiv temperatur på ca 4 900 K.